# Прелоге при Шмарју
Прелоге при Шмарју (словен. Preloge pri Šmarju) је насељено место у општини Шмарје при Јелшах, Савињска регија, Словенија.

## Историја
До територијалне реорганизације у Словенији било су у саставу старе општине Шмарје при Јелшах.

## Становништво
У попису становништва из 2011. године, Прелоге при Шмарју је имало 127 становника.
| Број становника према пописима | Број становника према пописима | Број становника према пописима |
| ------------------------------ | ------------------------------ | ------------------------------ |
| 1991                           | 2002                           | 2011                           |
| 98                             | 107                            | 127                            |

Напомена: До 1953. исказивано под именом Прелоге.